# Emanuel Filibert van Aosta
Emanuel Filibert (Emanuele Filiberto), 2de hertog van Aosta (Genua, 13 januari 1869 — Turijn, 4 juli 1931) was de oudste zoon van koning Amadeus I van Spanje en koningin Maria Vittoria. Hij was een neef van Victor Emanuel III van Italië en een broer van ontdekkingsreiziger Lodewijk Amadeus van Savoye.

## Eerste Wereldoorlog
Tijdens de Eerste Wereldoorlog kreeg de hertog van Aosta het bevel over het 3de Italiaanse leger. In 1926 werd hij tot veldmaarschalk van Italië bevorderd (Maresciallo d'Italia) door Benito Mussolini.
Prins Emanuele Filiberto werd begraven op de begraafplaats van Fogliano Redipuglia, samen met duizenden soldaten van het nooit verslagen 3de leger.

## Familie en kinderen
Hij was getrouwd met prinses Hélène van Orléans (1871 - 1951), dochter van prins Philippe d'Orléans en prinses Marie Isabelle. Hij had twee zonen:
- Amadeus van Aosta, 3e hertog van Aosta, (21 oktober 1898 - 3 maart 1942)
- Tomislav II van Kroatië of Aimone, 4de hertog van Aosta, die even koning van Kroatië was (9 maart, 1900 - 29 januari 1948).

## Bron
- Encyclopædia Britannica (1950)